# Chmielnik (ville)
Chmielnik est une ville polonaise dans la voïvodie de Sainte-Croix, powiat de Kielecki. La ville s'étend sur 7,9 km2 et compte 4 005 habitants (2005).